# 534 (numero)
Cinquecentotrentaquattro (534) è il numero naturale dopo il 533 e prima del 535.

## Proprietà matematiche
- È un numero pari.
- È un numero composto con 8 divisori: 1, 2, 3, 6, 89, 178, 267 e 534. Poiché la somma dei suoi divisori (escluso il numero stesso) è 546 > 534, è un numero abbondante.
- È un numero sfenico.
- È il 3° numero 179-gonale.
- È un numero palindromo nel sistema di numerazione posizionale a base 5 (4114).
- È un numero nontotiente (per cui la equazione φ(x) = n non ha soluzione).
- È un numero congruente.
- È un numero intero privo di quadrati.
- È un numero malvagio.
- È un numero semiperfetto in quanto pari alla somma di alcuni (o tutti) i suoi divisori.
- È parte delle terne pitagoriche (234, 480, 534), (534, 712, 890), (534, 7912, 7930), (534, 23760, 23766), (534, 71288, 71290).

## Astronomia
- 534 Nassovia è un asteroide della fascia principale del sistema solare.
- NGC 534 è una galassia lenticolare della costellazione dello Scultore.

## Astronautica
- Cosmos 534 è un satellite artificiale russo.